# Wolfgang Schmieder
Wolfgang Schmieder, född 29 maj 1901 i Bromberg i Preussen i kejsardömet Tyskland, död november 1990 i Freiburg im Breisgau var en tysk musikforskare. Han är känd för sin verkförteckning omfattande kompositören och organisten Johann Sebastian Bachs produktion, kallad Bach-Werke-Verzeichnis, vanligtvis förkortat BWV. 

## Biografi
Wolfgang Schmieder föddes i Bromberg i Preussen i kejsardömet Tyskland (nuvarande Bydgoszcz, Polen).
Efter att ha gått gymnasiet i Eisenach studerade Schmieder litteratur- och konsthistoria vid universitetet i Heidelberg. Han doktorerade 1927 på en avhandling om Neidhart von Reuentals sånger, och gav 1930 ut en volym av dessa. Efter utbildning vid Dresdens statsbibliotek och Leipzigs universitetsbibliotek tog han specialistexamen för vetenskaplig bibliotekstjänst samt en examen i administration av musikpartitur. 1931/32 var han bibliotekarie vid Pädagogischen Institut der Technischen Hochschule Dresden och mellan 1933 och 1942 var han arkivarie vid Breitkopf & Härtel i Leipzig. År 1942 tillträdde han en tjänst som biblioteksråd samt chef för den av honom grundade musikavdelningen vid Stadt- und Universitätsbibliothek Frankfurt am Main, med uppehåll för perioden 1943–1946 då han var inkallad i militärtjänst och senare satt i fångenskap.
År 1950 publicerade han en verkförteckning omfattande kompositören och organisten Johann Sebastian Bachs produktion, kallad Bach-Werke-Verzeichnis, vanligtvis förkortat BWV. Schmieders klassificeringsarbete har resulterat i en av världens musikforskare och interpreter vedertagen standard. BWV har alltsedan 1950 återutgivits i flera upplagor, till exempel 1981 i en sjunde, oförändrad upplaga, och 2022 i en tredje, utvidgad upplaga.
Han pensionerades från sin tjänst 1963. Sina sista år framlevde han i Freiburg im Breisgau där han avled i november 1990, 89 år gammal.